# Michau Warriors FC
El Michau Warriors FC fue un equipo de fútbol de Sudáfrica que jugó en la Liga Premier de Sudáfrica, la primera división de fútbol del país.

## Historia
Fue fundado en el año 1996 en la ciudad de Puerto Elizabeth como uno de los equipos fundadores de la Liga Premier de Sudáfrica en la temporada 1996/97, también siendo uno de los primeros equipos en descender de la nueva liga al terminar en el lugar 17 entre 18 equipos, luego de que el AmaZulu FC ganara una apelación por alineación indebida del Umtata Bucks y le otorgaran los puntos.
En la siguiente temporada en la Primera División de Sudáfrica el club finalizaría en segundo lugar de su grupo a cuatro puntos del Seven Stars FC, aunque el club desaparecería al finalizar la temporada por deudas que tenían desde la temporada pasada luego de que el dueño del club Michau Huisamen fuera arrestado en Reino Unido.

## Jugadores

### Jugadores destacados
| - Mark Williams - David Byrne - Meke Mwase | - Calvin Marlin - Duran Francis | - Patrick Mayo - Frank Schoeman |

## Entrenadores
- Johnny Bryne[5] (1996-98)